# Milton Groppo
Milton Groppo (1973) es un botánico, y profesor brasileño. Realizó extensas expediciones botánicas en la Amazonia, los Cerrado, y la Mata Atlántica.
En 1997, es licenciado en Ciencias Biológicas por la Universidad de São Paulo; en 2004, su Ph.D. en Ciencias Biológicas (Botánica) también por la alta casa de estudios.
Actualmente es profesor de la educación superior, de la Facultad de Filosofía, Ciencias y Letras de Ribeirão Preto. Tiene experiencia en botánica, con énfasis en la sistemática de fanerógamas, actuando en taxonomía, filogenia y florística de Rutaceae, Aquifoliaceae y Celastraceae. Es curador del Departamento de herbario. FFCLRP de USP Biología.

## Algunas publicaciones
- PEREIRA, ISMAEL MARTINS ; KLEIN, V. L. G. ; GROPPO, M. 2014. Distribution and conservation of Davilla (Dilleniaceae) in Brazilian Atlantic Forest using ecological niche modelling. Internat. J. of Ecology X0: X0-X00

- SILVA, C. I. ; FONSECA, V. L. I. ; GROPPO, M. ; CALIMAN, M. J. F. ; GAROFALO, C. A. 2014. Laboratório de Palinoecologia del Departamento de Biologia de la Faculdade de Filosofia, Ciências de Letras de Ribeirão Preto, São Paulo, Brasil. Bol. de la Asoc. Latinoamericana de Paleobotánica y Palinología 14: 185-193

### Libros
- SILVA, CLÁUDIA INÊS DA ; FONSECA, V. I. ; GROPPO, M. ; BAUERMANN, S. G. ; SARAIVA, A. M. ; QUEIROZ, E. P. ; EVALDT, A. C. P. ; ALEIXO, KÁTIA PAULA ; CASTRO, J. P. ; CASTRO, M. M. ; FARIA, LETÍCIA BIRAL DE ; CALIMAN, M. J. F. ; WOLFF, J. L. ; PAULINO NETO, H. F. ; GAROFALO, C. A. 2014. Catálogo polínico das plantas usadas por abelhas no Campus da USP de Ribeirão Preto. 1ª ed. Ribeirão Preto: Holos, 1. 153 pp.

## Honores
- Miembro de la "Sociedade Botânica do Brasil"
- Miembro del Consejo Científico del periódico Iheringia, Serie Botánica[4]

### Editor
- 2007 - actual	Periódico: Acta Botanica Brasilica
- La abreviatura «Groppo» se emplea para indicar a Milton Groppo como autoridad en la descripción y clasificación científica de los vegetales.[5]